# Teluk Lada
Teluk Lada är en vik i Indonesien.   Den ligger i provinsen Banten, i den västra delen av landet, 130 km väster om huvudstaden Jakarta.